# Johan de Iongh
Johan Jilles de Iongh (Arnhem, 13 juli 1915 – Nijmegen, 9 juni 1999) was een Nederlandse hoogleraar wiskunde aan de Radboud Universiteit Nijmegen, die zich bezighield met de grondslagen van de wiskunde.
De Iongh studeerde wiskunde, en nog veel andere onderwerpen, aan de Universiteit van Amsterdam. Hij was ook actief in het Amsterdamse studentenleven en richtte de studentenvereniging Anakeion op. Gedurende de Tweede Wereldoorlog zat hij enige tijd gevangen in het Kamp Amersfoort. Hij raakte geïnteresseerd in de intuïtionistische wiskunde van L.E.J. Brouwer, en werd diens medewerker. Later werd hij medewerker aan de Rijksuniversiteit Utrecht bij Hans Freudenthal en in 1960 werd hij, hoewel niet gepromoveerd, benoemd aan de toenmalige Katholieke Universiteit Nijmegen als eerste hoogleraar wiskunde om de faculteit wiskunde op te richten, daarbij gesteund door de Utrechtse hoogleraren Freudenthal en Van der Blij. In 1980 kreeg hij gezondheidsproblemen en in 1984 ging hij met emeritaat.

## Publicaties
- J.J. de Iongh: Restricted Forms of Intuitionistic Mathematics, Journal of Symbolic Logic 14 (3):183-184 (1949)